# 東岡崎駅前駅
東岡崎駅前駅（ひがしおかざきえきまええき）は、かつて愛知県岡崎市にあった、名鉄岡崎市内線の駅。
名古屋鉄道（名鉄）名古屋本線 東岡崎駅と接続駅であった。

## 歴史
1899年（明治32年）に岡崎馬車鉄道が岡崎町内から岡崎停車場（後の岡崎駅前駅）まで営業運転開始した際に、龍海院西側の現・名鉄名古屋本線東岡崎駅西側の明大寺本町交差点付近に設置された停留所である。開業当初の停留所名については文献によって違いがあり、明大寺駅（通称名とする文献もあり）、是字寺駅（岡崎電気鉄道時代の回数券に記載された名称）、竜海院前駅（是字寺の正式名）などが確認できる。
その後、1923年（大正12年）愛知電気鉄道（現・名古屋鉄道）が西岡崎駅（現・岡崎公園前駅）- 東岡崎駅間開業時に愛電前駅に改称、1941年（昭和16年）に東岡崎駅前駅に改称した後、1962年（昭和37年）に岡崎市内線及び福岡線大樹寺駅 - 福岡町駅間廃止により廃駅となった。
年表
- 1899年（明治32年）1月1日：岡崎馬車鉄道の営業運転開始により、岡崎町内から岡崎停車場まで営業運転開始[4][5][6][7]。
- 1911年（明治44年）10月2日：岡崎電気軌道に改称[17][18]。
- 1912年
  - （明治45年）6月：電化改軌工事に伴い馬車鉄道の運行休止[17][19]。
  - （大正元年）9月1日：電化・改軌完了。電車運転を開始[19][20]。
- 1922年（大正11年）：岡崎殿橋駅 - 岡崎停車場駅間複線化[21]。
- 1923年（大正12年）8月8日以降 - 愛知電気鉄道（現・名古屋鉄道）西岡崎駅（現・岡崎公園前駅）- 東岡崎駅間開業[14][15]に伴い、愛電前駅に改称[10]。
- 1927年（昭和2年）7月19日：岡崎電気軌道が三河鉄道に合併。三河鉄道の駅となる[16][22]。
- 1941年（昭和16年）
  - 6月1日：三河鉄道が名古屋鉄道に合併。名古屋鉄道の駅となる[16]。
  - 9月15日：東岡崎駅前駅に改称[10]。
- 1948年（昭和23年）11月1日以前：無人化[23]。
- 1962年（昭和37年）6月17日：岡崎市内線及び福岡線大樹寺駅 - 福岡町駅間廃止により廃駅となる[10][16]。

## 駅構造
- 東岡崎駅北西の名古屋本線ガード北に位置していたが、駅舎やプラットホームはなく、乗客は路上から直接乗降した[24][注釈 2]。
- 東岡崎駅前と称しているが、東岡崎駅前駅と東岡崎駅は約300m離れていた[11]。折返し線も設置されていたが撤去されている[11]。

## 隣の駅
名古屋鉄道
岡崎市内線
岡崎殿橋駅 - 東岡崎駅前駅 - 大学下駅

### 住所
1. ↑  岡崎市明大寺本町2丁目 [2][3]